# Antyspołeczność
Antyspołeczność – synonim psychopatii i socjopatii. Jest to czynne działanie przeciwko społeczeństwu; charakteryzuje się agresywnymi działaniami przeciwko jednostkom społecznym lub grupom społecznym (agresja słowna, przemoc); brakiem empatii. Na podstawie społecznej, etycznej i prawnej oceny tego typu działań, wyróżnia się trzy typy osobowości antyspołecznej: antyspołeczne zaburzenie osobowości, socjopatia i psychopatia. Osoby antyspołeczne mogą wyróżniać się urokiem osobistym, inteligencją. Cechuje je brak zdolności do identyfikowania się z jednostkami i grupami społecznymi. Motywacją ich agresywnych zachowań i działań jest pociąg do przeżywania silnych emocji. Charakteryzują się również brakiem zdolności do prowadzenia stabilnego życia rodzinnego, do utrzymywania więzi.